# La noche (programa de opinión)
La Noche es un programa periodístico de opinión colombiano presentado por los periodistas colombianos Claudia Gurisatti y Jefferson Beltrán Neira. Se emite por Canal RCN y RCN Noticias (en Colombia) y por NTN24 (a nivel internacional).

## Historia
Salió al aire por primera vez el 28 de mayo de 1998 en el Canal A, dirigido en ese entonces por Paulo Laserna Phillips y Darío Fernando Patiño en donde se entrevistó a los candidatos a la presidencia de Colombia
En 1999 después de la salida de estos dos periodistas, Claudia Gurisatti asumió la dirección del programa donde está actualmente ejerciendo el cargo.
En 2008 se emite por el canal Internacional NTN24. 
De 2002-2004 contó con la colaboración periodística de la reconocida presentadora Adriana Vargas. Es dirigido por la periodista colombiana Claudia Gurisatti, y presentado desde el año 2013 por Jefferson Beltrán y la misma Claudia Gurisatti donde se tratan temas de interés político y actualidad, no sólo de Colombia, sino de América Latina y el resto del mundo.
Desde 2025 se emite por el canal de noticias de internet de RCN Noticias.

## Horarios de emisión
- Se emite de Martes a Viernes por Canal RCN de Colombia A las 00:00. hora local.
- Se emite de Martes a Viernes por NTN24 y RCN Noticias de Colombia: a las 18:00 y 23:00 hora de Bogotá, Quito y Lima.

## Equipo de trabajo
- Presentador:  Claudia Gurisatti (1998-2002, 2004-2010, 2015-presente) y Jefferson Beltrán (2013-presente) y anteriormente Jason Calderón (2010-2013), Adriana Vargas (2002-2004).
- Directora: Claudia Gurisatti (1999-presente) anteriormente Darío Fernando Patiño y Paulo Laserna Phillips (1998-1999)
- Subdirector: Jefferson Beltrán (2007-presente)
- Jefe de Investigaciones y producción Periodística: Harriet Hidalgo
- Productora General: Jenny Lizarazo
- Periodista de Investigación:Jorge Adrián Orozco

## Exmandatarios entrevistados
- Álvaro Uribe Vélez de  Colombia
- Juan Manuel Santos de  Colombia
- Michelle Bachellet de  Chile
- Óscar Arias de  Costa Rica
- Vicente Fox de  México
- Jimmy Carter de  Estados Unidos
- César Gaviria de  Colombia
- Manuel Zelaya de  Honduras
- Alan García de  Perú
- Iván Duque de  Colombia
- Rafael Correa de  Ecuador
- Sebastián Piñera de  Chile
- Laura Chinchilla de  Costa Rica
- Leonel Fernández de  República Dominicana
- Porfirio Lobo de  Honduras
- Álvaro Colom de  Guatemala
- Mauricio Funes de  El Salvador
- Luis Federico Franco Gómez Vicepresidente de  Paraguay
- Elías Jaua Vicepresidente de  Venezuela

## Reconocidos personajes
- Gilma Jiménez senadora colombiana.
- Ariel Sigler y Guillermo Fariñas Ex prisioneros políticos cubanos.
- Antanas Mockus Excandidato presidencial de  Colombia.
- Oswaldo Álvarez Paz Exgobernador del estado zulia  Venezuela.
- Diego Arria Exembajador de  Venezuela Ante la ONU.
- Michael McKinley Embajador de  Estados Unidos En  Colombia.
- Rodrigo Rivera Ministro de defensa de  Colombia.
- Germán Vargas Lleras Ministro del interior y de justicia de  Colombia.
- Jaime Mayor Oreja Vicepresidente primero del grupo partido popular europeo.
- José Miguel Insulza Secretario General de la OEA.
- Yair Klein Mercenario Israelí.
- Carlos Iturgaiz Diputado del partido popular de  España.
- Luis Mendieta Rescatado en la Operación Camaleón.
- Arturo Valenzuela Secretario de Estado para los Asuntos del Hemisferio Occidental.
- Carlos Alberto Montaner Periodista y escritor.
- Alejandro Peña Esclusa Experto en seguridad y defensa.
- Kanye West Excandidato Presidencial de  Estados Unidos
- Enrique Krauze Historiador y escritor Mexicano.

## Premios del programa La noche
- 4 de octubre de 2011: Premio Nacional de Periodismo "Simón Bolívar", Mejor Entrevista realizada al General de la Policía Luis Mendieta, un día después de regresar de cautiverio (15 de junio de 2010).
- 2009: Jefferson Beltrán Premio Nacional de Periodismo "Simón Bolívar"- Mejor Investigación "Falsos positivos: Víctimas, victimarios y testigos".
- 18 de junio de 2004: Premio Amway.
- 26 de junio de 2003: Premio de la Fundación Nuevo Periodismo - Cemex: Reportaje “Cómo voy a olvidarte” de Jorge Enrique Botero, emitido por Noticias RCN y La Noche.
- 2003: Mención Honorífica de Unilever.
- 3 de marzo de 2001: Premio India Catalina a Mejor programa Periodístico.
- 21 de octubre de 2001: Premio Nacional de Periodismo "Simón BolÍvar".
- Diciembre de 2000: Mejor programa de entrevistas Premios Elenco TV 2000 El Tiempo.

## Nominaciones del programa La noche
- Premio TV y Novelas Colombia al presentador de Programa de Opinión y/o Noticiero Favorito 2015 - Jason Calderón